# Joseph Philippe François Deleuze
Pour les articles homonymes, voir Deleuze.
Joseph Philippe François Deleuze est un naturaliste français, né le 12 avril 1753 à Sisteron et mort le 29 octobre 1835 à Paris (ancien 10e arrondissement).

## Biographie
Joseph Philippe François Deleuze naît le 12 avril 1753 à Sisteron, en Haute Provence, et est baptisé le même jour. Il est le fils de Joseph Deleuze, ancien officier d'infanterie, et de son épouse, Élisabeth de Brunicard.
Il étudie à Paris et devient naturaliste-assistant au Muséum national d'histoire naturelle en 1795. Il collabore avec Antoine Laurent de Jussieu (1748-1836). Aide-naturaliste, puis bibliothécaire du Muséum d'histoire naturelle, il est surtout connu pour avoir été partisan de la théorie du magnétisme animal et pour avoir suggéré que l’Académie des sciences l’étudie.

## Hommages
Le genre Leuzea a été dédié à Deleuze par le botaniste suisse Augustin Pyrame de Candolle.
L'IPNI lui attribue une abréviation en botanique, sans plus de précisions.

## Liste partielle des publications

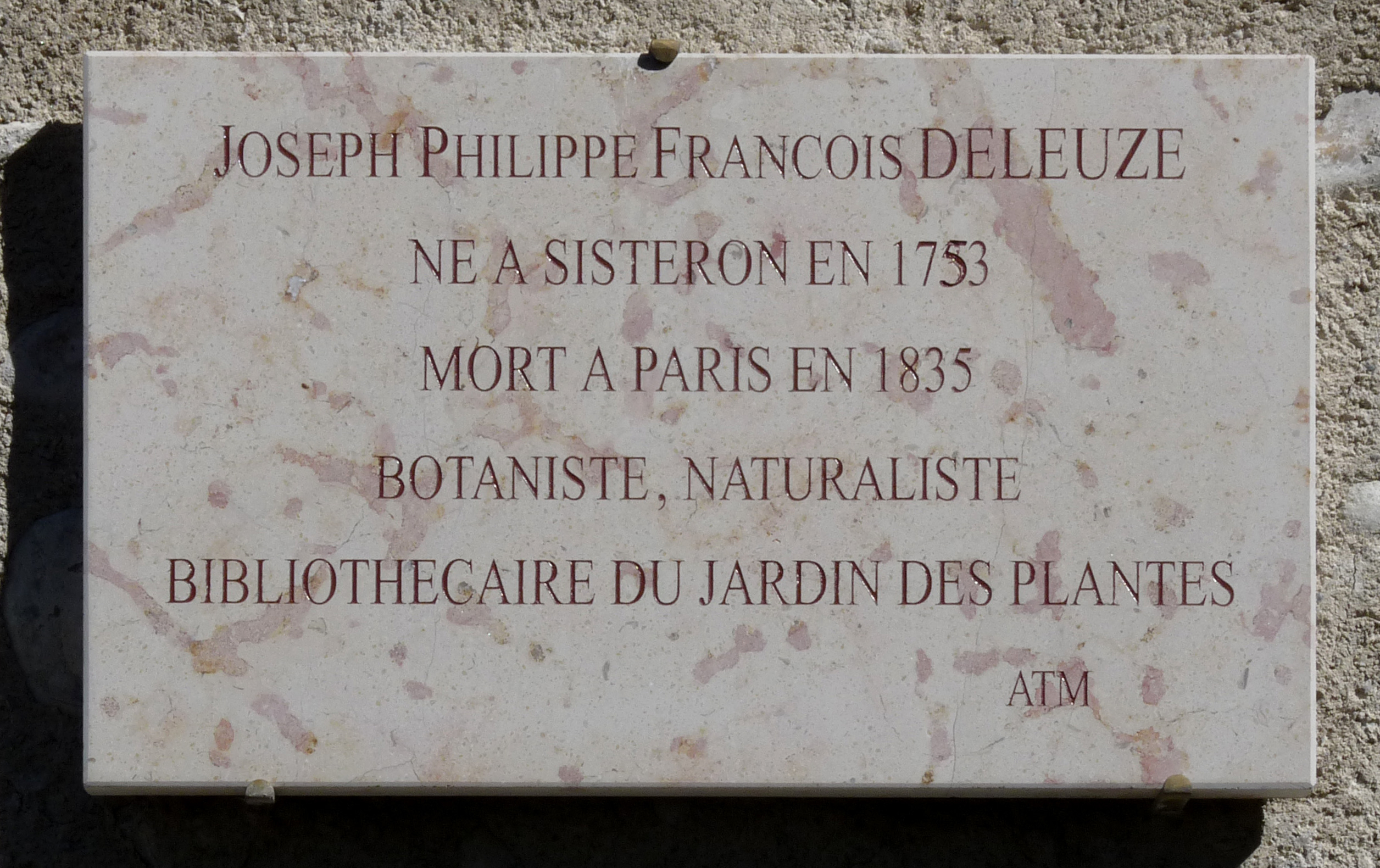
Plaque commémorative, rue Deleuze, à Sisteron

- 1804 : Notice historique sur André Michaux, Annales du Muséum National d'Histoire Naturelle, tome 3, An XII.
- 1807 : Éloge historique de François Péron, contenu dans le Voyage de découvertes aux terres australes, exécuté sur les corvettes le Géographe, le Naturaliste et la goëlette le Casuarina, pendant les années 1800, 1801, 1802, 1803 et 1804, 3 volumes (1807-1816), Impr. impériale (Paris). Troisième volume lire en ligne sur Gallica
- 1813 : Histoire critique du magnétisme animal, deux volumes, in-8°, réimprimée en 1819, Mame (Paris).
- 1819 : Introduction pratique sur le magnétisme animal, suivie d'une lettre écrite à l'auteur par un médecin étranger, réimprimé en 1836. J.-G. Dentu (Paris), in-8°, ii + 472 p.
- 1810 : Eudoxe, entretiens sur l'étude des sciences, des lettres et de la philosophie, deux volumes, in-8°, F. Schoell (Paris).
- 1823 : Histoire et description du Muséum royal d'histoire naturelle, A. Royer (Paris) : 720 p. ouvrage lire en ligne sur Gallica
- 1826 : Lettre à MM. les membres de l'Académie de médecine, sur la marche qu'il convient de suivre pour fixer l'opinion publique relativement à la réalité du magnétisme animal, Béchet Jeune (Paris) : 39 p. ouvrage lire en ligne sur Gallica

Il a traduit :
- 1799 : Les Amours des plantes, poème en quatre chants, suivi de notes et de dialogues sur la poésie, ouvrage traduit de l'anglais de Darwin (The Loves of Plants) d’Erasmus Darwin (1731-1802).
- 1801 : Les Saisons de James Thomson (1700-1748), précédé d'une Notice sur la vie et les écrits de Thomson du traducteur.